# Epidesma flavipuncta
Epidesma flavipuncta là một loài bướm đêm thuộc phân họ Arctiinae, họ Erebidae.